# Alejandro García (calciatore 1961)
Luis Alejandro García Barrera nome completo Luis Alejandro García Barrera (Monterrey, 26 gennaio 1961) è un ex calciatore messicano, di ruolo portiere.